# Vietnam Posts and Telecommunications Group
Vietnam Posts and Telecommunications Group или VNPT (Вьетнамская почтовая и  телекоммуникационная группа) — крупнейшая почтовая и телекоммуникационная компания Вьетнама, которая входит в число крупнейших компаний страны. Штаб-квартира расположена в Ханое, в компании работает более 90 тыс. сотрудников. VNPT контролирует два из трёх крупнейших мобильных операторов Вьетнама — Vinaphone и MobiFone. Официально образована в 2006 году на базе старых вьетнамских телефонных компаний и почты.

## Описание
Основные сферы интересов Vietnam Posts and Telecommunications Group — мобильная и стационарная связь, обеспечение доступа к интернету, доставка писем и посылок, дистрибуция газет, журналов и почтовых марок, передача данных через спутники Vinasat-1 и Vinasat-2, финансовые и рекламные услуги, установка и обслуживание телекоммуникационного оборудования, операции с недвижимостью.
По состоянию на конец 2012 года, Vietnam Posts and Telecommunications Group имела более 80 млн клиентов мобильной связи (более 61 % рынка страны), почти 10 млн клиентов стационарной телефонной связи (более 80 % рынка страны) и почти 3 млн клиентов интернет-соединения (64 % рынка страны).
Среди крупнейших клиентов VNPT на вьетнамском рынке — министерство финансов, министерство здравоохранения, Bao Viet Holdings, Банк инвестиций и развития Вьетнама, Vinacomin, Intel и др.
Vietnam Posts and Telecommunications Group имеет филиалы в США, Лаосе, Камбодже, Сингапуре, Гонконге и Чехии, в основном ориентированные на вьетнамские диаспоры в этих странах.

## История
В 1995 году правительство Вьетнама основало Vietnam Posts and Telecommunications Corporation (VNPT). В 1996 году был основан второй мобильный оператор страны — VinaPhone (первый оператор, MobiFone, принадлежал дочерней компании Vietnam Mobile Telecom Service Company). В 1997 году был основан первый интернет-провайдер страны Vietnam Data Communications Company (VDC).
В 1999 году VNPT основала три дочерние финансовые компании: Post Finance Company (PTFinance), Post Insurance Joint Stock Company (PTI) и Vietnam Postal Savings Service Company (VPSC). В 2005 году VNPT охватила телефонной связью 100 % населённых пунктов Вьетнама. В 2006 году в результате реструктуризации Vietnam Posts and Telecommunications Corporation была образована Vietnam Posts and Telecommunications Group.
В 2007 году VNPT основала Postal Corporation, в 2008 году запустила на орбиту свой первый спутник, в 2009 году VinaPhone запустил в стране услуги 3G. В 2012 году VNPT запустила на орбиту свой второй спутник. В 2014—2015 годах VNPT провела структурную реформу, продав свою долю в более чем 60 компаниях.

## Подразделения
- Мобильный оператор Vinaphone.
- Мобильный оператор MobiFone.
- Интернет-провайдер Vietnam Data Communication Company (VDC).
- Финансовая компания (Post Finance Company).
- Страховая компания (Post Insurance Company).
- Сберегательный банк (Vietnam Postal Savings Service Company, ныне LienVietPostBank[англ.]).

Vinaphone был основан в 1996 году, штаб-квартира расположена в Ханое; по состоянию на 2014 год, имел почти 20 млн клиентов. В 2014 году Vinaphone заключил стратегическое соглашение о сотрудничестве с британской корпорацией Vodafone.
MobiFone был основан в 1993 году, штаб-квартира расположена в Ханое, является самым прибыльным подразделением Vietnam Posts and Telecommunications Group, занимает третье место на рынке (после Viettel Mobile и Vinaphone).
VNPT имеет также совместное предприятие по производству медного кабеля в Лаосе.

## Образование и наука
Vietnam Posts and Telecommunications Group курирует основанный в 1997 году ханойский Технологический институт почты и телекоммуникаций (Posts and Telecommunications Institute of Technology).